# ソサエティー5.0

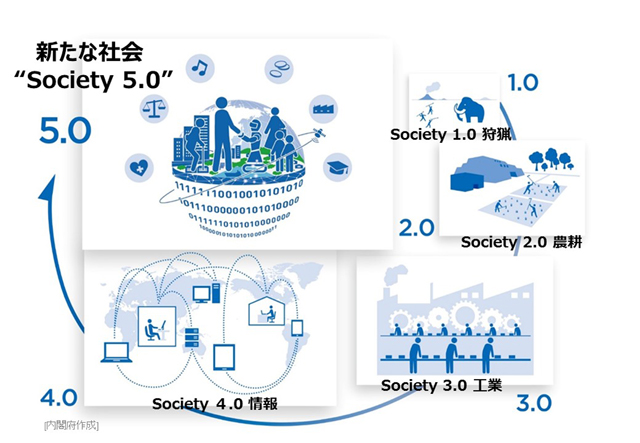
内閣府が作成したソサエティー5.0のイメージ

Society 5.0（ソサエティー ごー てん ぜろ、英: Society 5.0(英語版)）は日本政府が提唱する未来社会のコンセプトである。科学技術基本法に基づき5年ごとに改定されている科学技術基本計画の第5期（2016年度から2020年度）でキャッチフレーズとして登場した。サイバー空間（仮想空間）とフィジカル空間（現実空間）を高度に融合させたシステムにより、経済発展と社会的課題の解決を両立する新たな未来社会を“Society 5.0”と提唱する。2021年（令和3年）版 科学技術・イノベーション白書で解説動画を公開している。

## 概要
狩猟社会 (Society 1.0)、農耕社会 (Society 2.0)、工業社会 (Society 3.0)、情報社会 (Society 4.0) と人類がこれまで歩んできた社会に次ぐ第5の新たな社会をデジタル革新(イノベーション)を実現する意味で“Society 5.0”と呼称する。
ドイツが2011年に発表した「インダストリー4.0」やアメリカのゼネラル・エレクトリック（GE）社が2012年に発表した「インダストリアルインターネット」は、おもにICTやIoTによる製造業の革新や生産性の向上にのみ焦点が当たる。Society 5.0は、ICTやIoTなどのデジタル革新により「社会のありよう」を変革し、社会が抱える様々な課題の解決を図る包括的なコンセプトである。
世界問題解決の観点から、国連が提唱する「持続可能な開発目標 (SDGs)」とともに、「Society 5.0 for SDGs」として用いられることがある。

## 日本の取り組み
国内での具体的な実現方法として、日本版インダストリー4.0ともいえる『コネクテッドインダストリーズ（Connected Industries）』が経済産業省より提唱されている。
第5期科学技術基本法では、日本政府の研究開発への投資額は5年間で26兆円が見込まれている。市場規模は760兆円があるとされる。
政府が2016年（平成28年）12月に発表した「新しい経済政策パッケージ」では、「単なる効率化・省力化にとどまることなく、「Society 5.0」時代のまったく新しい付加価値を創出することによって、まさに「革命的」に生産性を押し上げる大きな可能性を秘めている」と言及されている。
産業技術総合研究所のレポートでは、ソサエティー5.0を実現するための要素技術として以下の6つのテーマを挙げている。
- CPS (Cyber-Physical System) における知覚・制御を可能とする人間拡張技術
- 革新的なAI用ハードウェア技術とAI応用システム
- AI応用の自律進化型セキュリティ技術
- 情報入出力用デバイスおよび高効率のネットワーク技術
- マスカスタマイゼーションに対応できる次世代製造システム技術
- デジタルものづくりに向けた革新的計測技術

経済産業省は、ソサエティー5.0の実現の鍵となる技術として、IoT、ビッグデータ、人工知能 (AI)、ロボットを挙げている。
経団連は、2018年11月に発表した「Society 5.0 -ともに創造する未来-」の中でSociety 5.0を「デジタル革新と多様な人々の想像・創造力の融合によって、社会の課題を解決し、価値を創造する社会」と再定義し、「創造社会」と称する。経団連は、Society 5.0は国連が提唱するSDGs（Sustainable Development Goals：持続可能な開発目標）とも軌を一にするとして「Society 5.0 for SDGs」を掲げている。
文部科学省は2018年度に「Society 5.0実現化研究拠点支援事業」を立ち上げ、Society 5.0のための中核的イノベーション拠点として大学や研究機関を支援している。このプログラムは、強力な機関のリーダーシップのもと、部門や組織の垣根を超えて研究成果を統合し、新技術の社会実装に向けた取り組みを加速する先端研究センターに資金を提供している。2018年の初回公募では11件の応募があり、大阪大学の「ライフデザイン・イノベーション研究拠点（iLDi）」が全国で唯一の支援対象として選ばれた。